# Fiumelatte dal sottopassaggio della ferrovia
Fiumelatte dal sottopassaggio della ferrovia di Lierna, il cui titolo corretto è La spiaggia di Lierna che rappresenta una galleria pedonale molto distante dalla ferrovia che consente di giungere in una piccola spiaggia di Lierna sulla strada per Fiumelatte, è un dipinto a olio su tela (46,5 x 40 cm) realizzato a Lierna nel 1889 dal pittore italiano Vittore Grubicy de Dragon.

## Descrizione
Il dipinto di Grubicy de Dragon, appartenente alla corrente artistica del divisionismo, ritrae il sottopassaggio per giungere al lago di Fiumelatte con vista su Bellagio, nei pressi di Lierna dove fu realizzata l'opera. Il Barone di Grubicy si incontrava segretamente in questa spiaggia per incontrare la sua amante. Fiumelatte fu località frequentata e studiata a lungo da Leonardo da Vinci e citata nel Codice Atlantico con il nome di Fiumelaccio.
Grubicy de Dragon realizzò altre due versioni di vedute analoghe con Fiumelatte dal sottopassaggio della ferrovia (ivi, cat. nn. 432, 433), tra cui "L'Estate su Lago di Como", conservata presso la Galleria nazionale d'arte moderna e contemporanea di Roma, dove è raffigurato lo stesso luogo, quest'ultima opera fu esposta alla Biennale del 1901 come parte di una di un polittico con le "Quattro Stagioni", costituito da "Autunno" e "Inverno", entrambi databili al 1898 (olio su tela, cm 48x40, Venezia, Ca' Pesaro) e da "Primavera, databile tra il 1897 e il 1902 (olio su tela, cm 47x40, Milano, Galleria d'arte Moderna).

## Esposizioni
- Biennale di Venezia IV Esposizione internazionale d'arte di Venezia (1901).